# Ясенов дел
Ясенов дел (на сръбски: Јасенов Дел или Jasenov Del) е село в Западните покрайнини, община Бабушница, Пиротски окръг, Сърбия. През 2011 година селото има 102 жители.

## Личности
Родени в Ясенов дел
- Васил Цветков (1909 - 1932), български революционер от ВЗРО